# Račínská prameniště
Račínská prameniště je přírodní památka v okrese Český Krumlov. Nachází se na Šumavě u Račínské zátoky vodní nádrže Lipno, 1,5 kilometru východně od osady Přední Zvonková. Je součástí CHKO Šumava.
Předmětem ochrany jsou pramenné oblasti dvou potoků s drobnými rašeliništi, pastvinná a luční společenstva, významná flóra a vegetace. Původně vlhké louky byly v posledních šedesáti letech jen minimálně narušeny lidskou činností a ponechány přirozenému vývoji, proto tu vznikají sukcesní plochy a přírodní památka vzhledem ke své velké výměře slouží jako modelová plocha pro sledování postupu sukcese mokřadních společenstev. Podloží je tvořeno moldanubickými migmatizovanými pararulami.
Převážná část území je plošně porostlá náletem dřevin, pouze v místech zrašelinělých pramenišť jsou zbytky lučních společenstev, na nichž rostou prstnatec májový (Dactylorhiza majalis), pleška stopkatá (Willemetia stipitata), zábělník bahenní (Potentilla palustris) a vemeník zelenavý (Platanthera chlorantha). Smrkové až borosmrkové lesy v chráněném území jsou vesměs uměle založené, podrost v nich je většinou potlačen nedostatkem světla.
V území žije řada druhů hmyzu a ptáků, vázaných na raná stadia sukcese a horské mokřady. Z motýlů jsou to především batolec červený (Apatura ilia), batolec duhový (Apatura iris), bělopásek topolový (Limenitis populi), hnědásek osikový (Euphydryas maturna), perleťovec mokřadní (Boloria eunomia) a žluťásek borůvkový (Colias palaeno). Z ptáků je významný výskyt tetřívka obecného (Lyrurus tetrix), jeřábka lesního (Tetrastes bonasia), bekasiny otavní (Gallinago gallinago), sluky lesní (Scolopax rusticola).